# 泰德·尼古拉
西奧多·安德魯·尼古拉（英語：Theodore Andrew Nicolaou，1949年10月3日—），美國男導演、編劇、製片人。知名作品如《驚懼幻象》（1986年）、《亞種》系列電影（1991年至2023年）、《龙的世界》（1994年）、《魔幻小神仙》（1995年）和《傀儡王大戰惡魔玩具》（2004年）。

## 生平
泰德·尼古拉以奧斯汀派對樂隊“Ramon & Ramon and the FourDaddyos”中擔任創作歌手，開始了他的娛樂生涯。從德克薩斯大學奧斯汀分校電影專業畢業後，進入《德州電鋸殺人狂》（1974年）劇組擔任錄音師。後來，到查爾斯·班德的帝國影業擔任常駐剪輯師。在多段式電影《黑暗大師》（1985年）中執導了一部章節後，一心想成為長片導演的他終於被班德指派執導《驚懼幻象》（1986年）。

## 導演作品
- 《黑暗大師（英语：The Dungeonmaster）》（1985）
- 《驚懼幻象》（1986）
- 《亞種》（1991）
- 《異形活人實驗（英语：Bad Channels）》（1992）
- 《颠覆全世界（英语：Remote (1993 film)）》（1993）
- 《亞種2：血石》（1993）
- 《龙的世界》（1994）
- 《亞種3：嗜血》（1994）
- 《魔幻小神仙（英语：Leapin' Leprechauns!）》（1995）
- 《魔幻小神仙2（英语：Spellbreaker: Secret of the Leprechauns）》（1996）
- 《黑暗魔法書（英语：Subspecies (film series)#Vampire Journals (1997)）》（1997）
- 《亞種4：血風暴（英语：Subspecies (film series)#Subspecies 4: Bloodstorm (1998)）》（1998）
- 《布娃娃（英语：Ragdoll (film)）》（1999）
- 《活尸城》（Urban Evil，2000）
- 《魂不附體（英语：The St. Francisville Experiment）》（2000）
- 《可怕的邦斯博士》（The Horrible Dr. Bones，2000）
- 《眼鏡蛇的陰影下》（In the Shadow of the Cobra，2004）
- 《傀儡王大戰惡魔玩具（英语：Puppet Master vs Demonic Toys）》（2004）
- 《外星狂野》（Aliens Gone Wild，2005）
- 《伊特魯里亞面具（英语：The Etruscan Mask）》（2007）
- 《詛咒娃娃》（DevilDolls，2012）
- 《尋找幸福》（Finding Happiness，2014；紀錄片）
- 《血碉堡02：致命玩偶：终极剪切》（Bunker of Blood: Chapter 2 - Deadly Dolls: Deepest Cuts，2018）
- 《血碉堡04：吸血鬼屠杀：生吃》（Vampire Slaughter: Eaten Alive，2018）
- 《别让她进来》（Don't Let Her In，2021）
- 《龍之傳說》（Dragon Tales，2023）
- 《大屠殺合集：致命推車》（Carnage Collection: Deadly Dollies，2023）
- 《奇幻傳說》（Tales of the Fantastic，2023）
- 《大屠殺合集：吸血鬼嗜血》（Carnage Collection: Vampire Bloodlust，2023）
- 《亞種5：血起》（Subspecies V: Blood Rise，2023）

## 外部連結
- 泰德·尼古拉在互联网电影资料库（IMDb）上的資料（英文）
- 在AllMovie上泰德·尼古拉的頁面（英文）